# Hylaeosaurus
Hylaeosaurus armatus
Genre
Espèce
Hylaeosaurus est un genre éteint de dinosaures ornithischiens herbivores de l'infra-ordre des ankylosauriens et de la famille des nodosauridés. Il a été découvert en 1832 dans la forêt de Tilgate, dans le faciès wealdien du sud-est de l'Angleterre. Il est daté du Crétacé inférieur (Valanginien supérieur), c'est-à-dire d'il y a environ 136 Ma (millions d'années). C'est le premier dinosaure à armure (ankylosaurien) qu'on ait découvert.
Un seul squelette incomplet a été retrouvé, celui du seul représentant du genre, l'espèce Hylaeosaurus armatus, décrite par Gideon Algernon Mantell en 1833.

## Étymologie
Le nom du genre Hylaeosaurus combine les mots du grec ancien « hylaios/ὑλαῖος », « de la forêt », et « sauros/σαυρος », « lézard », pour donner « lézard de la forêt ». Le nom d'espèce armatus rappelle la présence d'une armure, un « blindage », sur le corps de l'animal constitué de plaques osseuses dermiques.

## Description

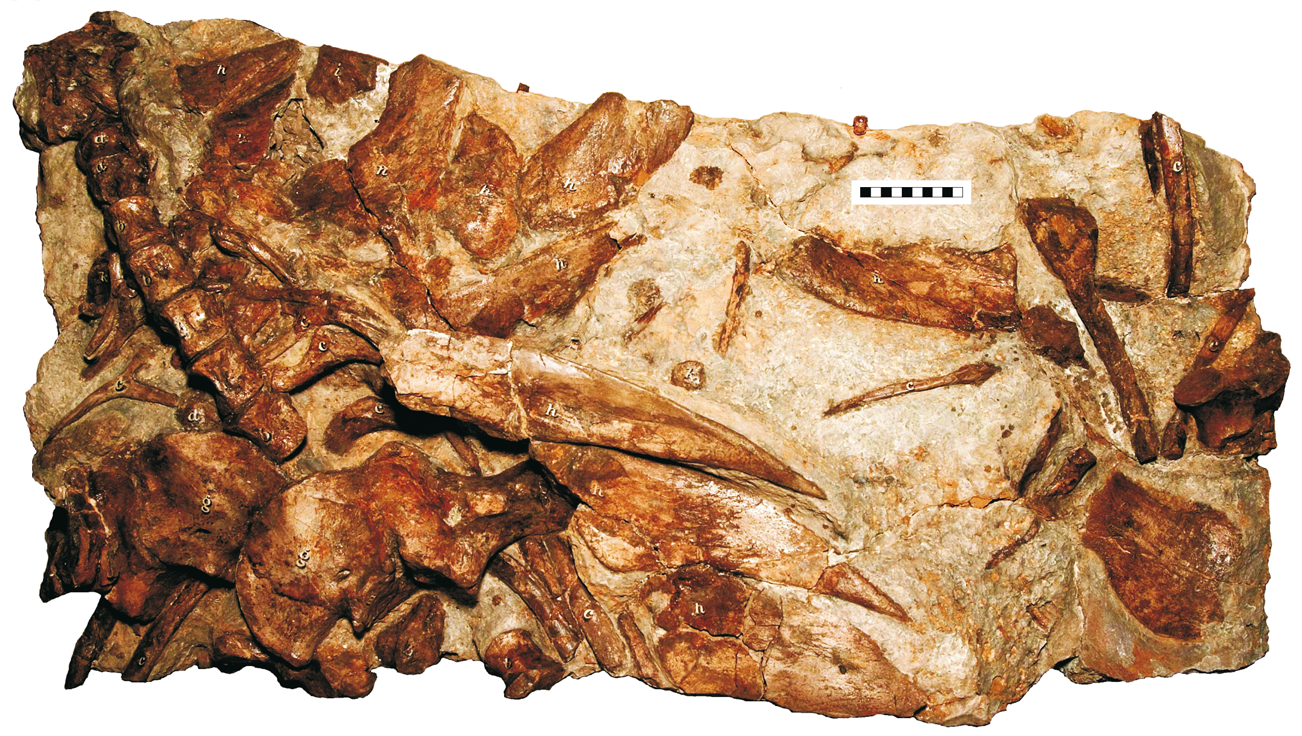
Le spécimen holotype de Hylaeosaurus armatus Mantell, 1833 (NMH R3775).
L'unité de l'échelle horizontale est de 1 centimètre.

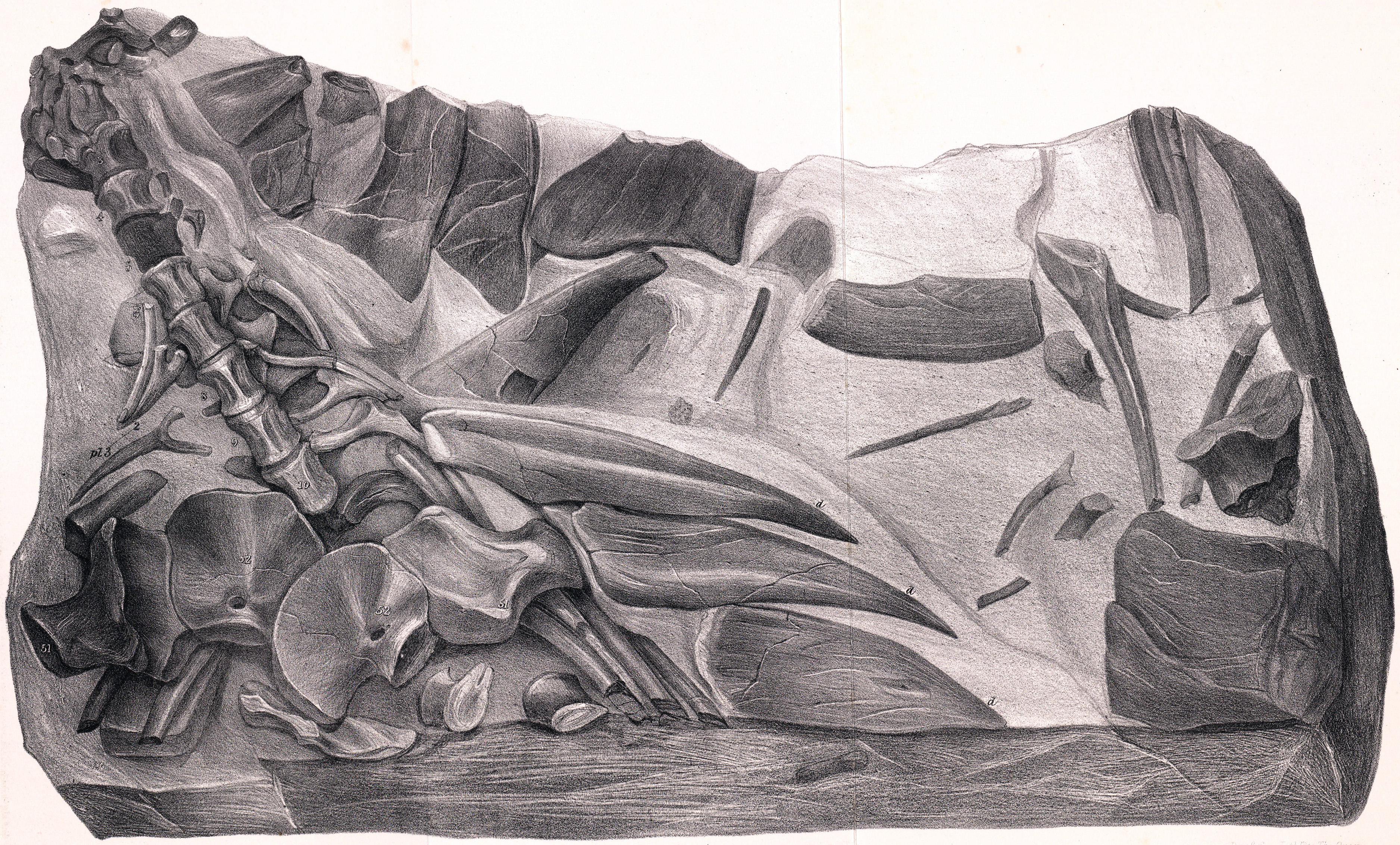
Desiin (1868) de ce même holotype montrant plus clairement les différentes pièces osseuses dont les trois épines situées sur une épaule.

### Taille
La longueur totale de Hylaeosaurus a fait l'objet d'estimations très variables :
- en 1833, son inventeur Mantell l'estimait à 25 pieds (7,60 mètres) à partir d'un modèle construit sur le lézard actuel ;
- en 1999, D. Palmer l'évalue à 6 mètres[2] ;
- en 2001 Darren Naish considère que sa longueur est de l'ordre de 3 à 4 mètres seulement[3] ;
- en 2010, Gregory S. Paul l'estime à 5 mètres pour une masse de 2 tonnes[4] ;
- en 2011, Thomas Holtz retient une longueur de 5 mètres pour une masse de seulement 1 tonne[5].

### Corps
Deux autapomorphies (caractères propres au taxon) ont été distinguées en 2011 lors d'une réévaluation du genre par P. M. Barrett et S.
C. R. Maidment :
- l'omoplate n'est pas fusionnée avec le coracoïde ;
- il possède trois longues pointes (épines) sur son épaule.

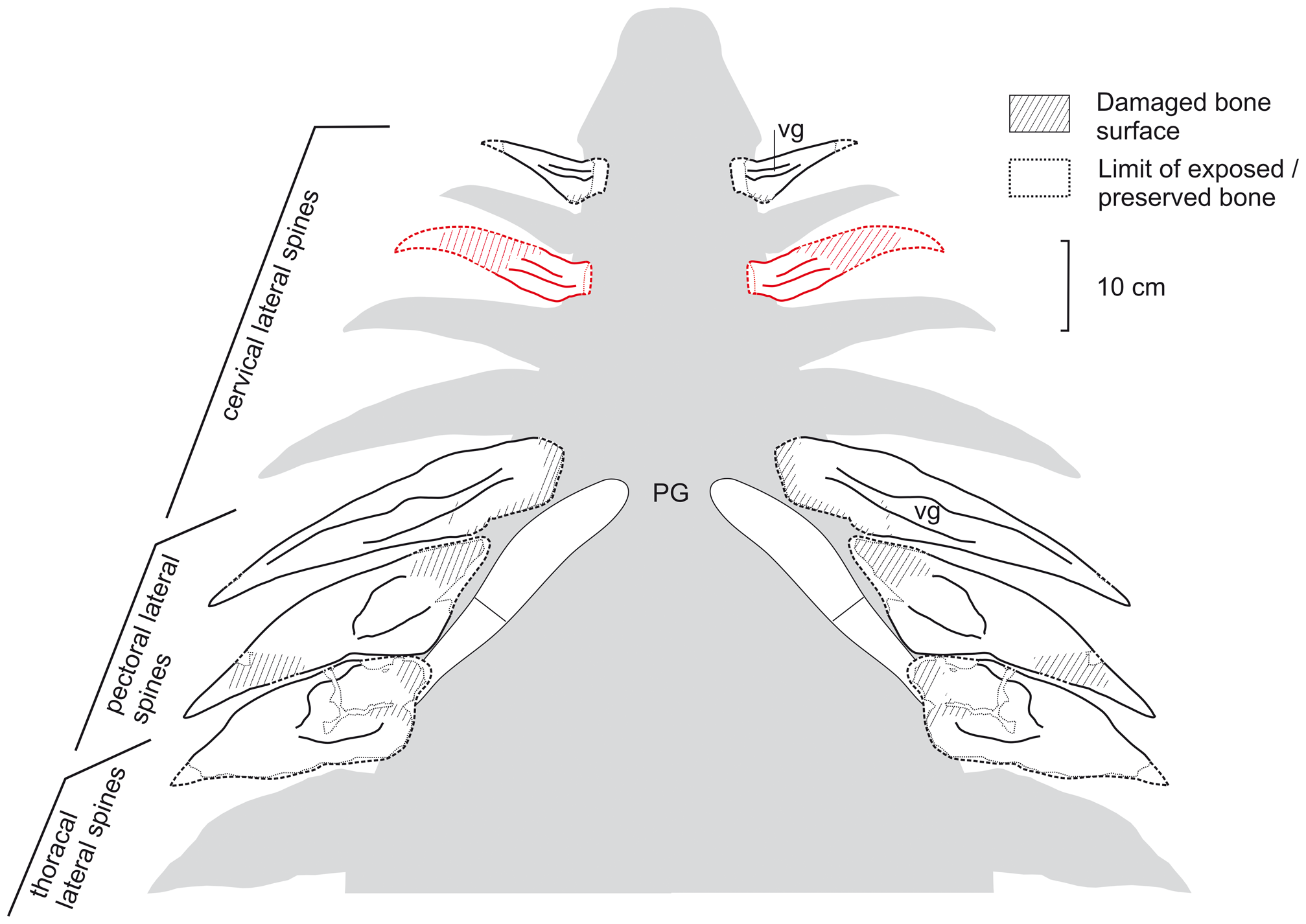
Diagramme montrant la disposition possible des épines du cou et des épaules.

Cette étude et plusieurs autres analyses ont permis d'exclure du genre Hylaeosaurus quasiment tous les autres restes fossiles partiels qui lui avaient été attribués en Europe :
- dans l'Île de Wight et dans les Ardennes françaises[7] ;
- en Allemagne[8]
- en Espagne[9]
- en Roumanie[10].

Tous ces fossiles sont aujourd'hui considérés comme des nomina dubia, à l'exception des restes découverts en France qui appartiendrait au genre Polacanthus,. Une pointe, référencée DLM 537, et la partie distale d'un humérus (GPMM A3D.3), découverts en Allemagne, sont cependant considérés comme appartenant à Hylaeosaurus selon S. Sachs en 2013. 
Hylaeosaurus est généralement décrit comme un nodosauridé classique, avec des rangées de plaques osseuses plates de forme ovale ou ronde qui forment une armure sur le dos. Certaines sont transformées en longues pointes, hérissées, en particulier au niveau des épaules, qui devaient constituer un moyen de dissuasion contre les attaques de prédateurs. Sa tête est relativement allongée, elle se termine par un bec qui lui permettait de se nourrir de plantes au niveau du sol.

## Paléobiologie
Hylaeosaurus était herbivore. Il se déplaçait lentement sur quatre pattes. Il vivait dans un milieu subtropical, au milieu des forêts, des lacs et des rivières.

## Classification
L'analyse phylogénétique conduite en 2011 par Richard S. Thompson, Jolyon C. Parish, Susannah C. R. Maidment et Paul M. Barrett sur les nodosauridés place Hylaeosaurus en position basale au sein de cette famille, en groupe frère avec le genre Anoplosaurus.